# Slethvar
Slethvar (Scophthalmus rhombus) er en art af fladfisk i pighvar-familien (Scophthalmidae) af ordren Pleuronectiformes. Slethvar er venstrevendt som en pighvar, men er mere slank og er udbredt i Nordatlanten, Østersøen, og Middelhavet, primært i dybere farvande. 
Slethvar har slanke organer, og fislens overside er brun dækket med lysere og mørkere farvede pletter, undtagen halefinnen, der ligesom undersiden normalt er cremefarvet eller rosa hvid. Ligesom andre fladfisk har slethvar evnen til at matche sin farve til omgivelserne. De fleste slethvar måler 40-75 crntimeter og kan veje op til 3 kilo. Slethvar forveksles undertiden med pighvar (Psetta maxima), som er mere diamant-formet.

## I mad
Smagsmæssig er fisken meget tæt på pighvaren, men har mere løst kød.